# Szkoła Podchorążych Rezerwy Piechoty w Zambrowie
Szkoła Podchorążych Rezerwy Piechoty – szkoła podchorążych rezerwy piechoty Wojska Polskiego II RP.

## Historia szkoły
Szkoła została zorganizowana w lipcu 1929, w Zambrowie, na podstawie rozkazu ministra spraw wojskowych Józefa Piłsudskiego z połączenia Baonu Podchorążych Rezerwy Piechoty Nr 4 z Tomaszowa Mazowieckiego, Baonu Podchorążych Rezerwy Piechoty Nr 6 z Zaleszczyk i Baonu Podchorążych Rezerwy Piechoty Nr 9A z Łukowa.
Szkoła podlegała II wiceministrowi spraw wojskowych przez Departament Piechoty Ministerstwa Spraw Wojskowych. Komendant szkoły posiadał uprawnienia dowódcy pułku.
4 lipca 1930 Minister Spraw Wojskowych ustalił, że wzór odznak pamiątkowych batalionów względnie szkół podchorążych rezerwy piechoty ma być zgodny ze wzorem odznaki pamiątkowej Batalionu Podchorążych Rezerwy Piechoty Nr 7. Odznaki poszczególnych batalionów lub szkół różniły się jedynie napisem.
15 lipca 1933 Minister Spraw Wojskowych zatwierdził regulamin odznaki pamiątkowej Szkoły Podchorążych Piechoty w Zambrowie i dywizyjnych kursów podchorążych rezerwy.
Szkoła Podchorążych Rezerwy Piechoty była jedną z najbardziej znanych podchorążówek w kraju. W latach 1929–1935 ukończyło ją 6239 podchorążych.
W 1935 szkoła została zlikwidowana, a w jej miejsce powołany Batalion Szkolny Podchorążych Rezerwy Piechoty.

## Organizacja szkoły w 1929
- komenda szkoły
- kwatermistrzostwo
- kompania administracyjna
- kompania łączności podchorążych rezerwy
- kompania pionierów podchorążych rezerwy
- 1 batalion strzelecki podchorążych rezerwy
- 2 batalion strzelecki podchorążych rezerwy
- batalion ciężkich karabinów maszynowych podchorążych rezerwy

## Kadra Szkoły Podchorążych Rezerwy Piechoty
Komendanci
- ppłk piech. Stanisław Dąbek (1929-1930)
- ppłk dypl. Stefan Kossecki (1930-1931)
- ppłk dypl. piech. Stefan Broniowski (1 VIII – 31 X 1931)
- ppłk piech. Władysław Muzyka (31 X 1931 - 1935)

Zastępca komendanta - dyrektor nauk
- mjr piech. Antoni I Sikorski (1929 – IX 1930[4])
- ppłk piech. Leopold Ślizowski (do †22 XII 1931 w Warszawie[5])
- mjr piech. Rudolf Ksander (od 22 XII 1931)

Kwatermistrz
- kpt. piech. Feliks Guttakowski (do III 1932)
- mjr piech. Józef Kiczka (od III 1932[6])

Oficerowie
- mjr Aleksander Kiszkowski
- mjr piech. Erwin Wolanek (od IX 1930)
- kpt. piech. Marian Borzemski
- por. Józef Ćwiąkalski
- por. Aleksander Kowalski
- kpt. piech. Teofil Zieliński

## Absolwenci
- Józef Celica
- Tadeusz Jaworski
- Julian Opania
- Stanisław Ossowski
- Tadeusz Pacyna
- Tadeusz Przystojecki
- Zbigniew Rewski
- Klemens Wicki